# Miltoniopsis warszewiczii
Miltoniopsis warszewiczii är en orkidéart som först beskrevs av Heinrich Gustav Reichenbach, och fick sitt nu gällande namn av Leslie Andrew Garay och Galfrid Clement Keyworth Dunsterville. Miltoniopsis warszewiczii ingår i släktet Miltoniopsis och familjen orkidéer. Inga underarter finns listade i Catalogue of Life.

## Bildgalleri

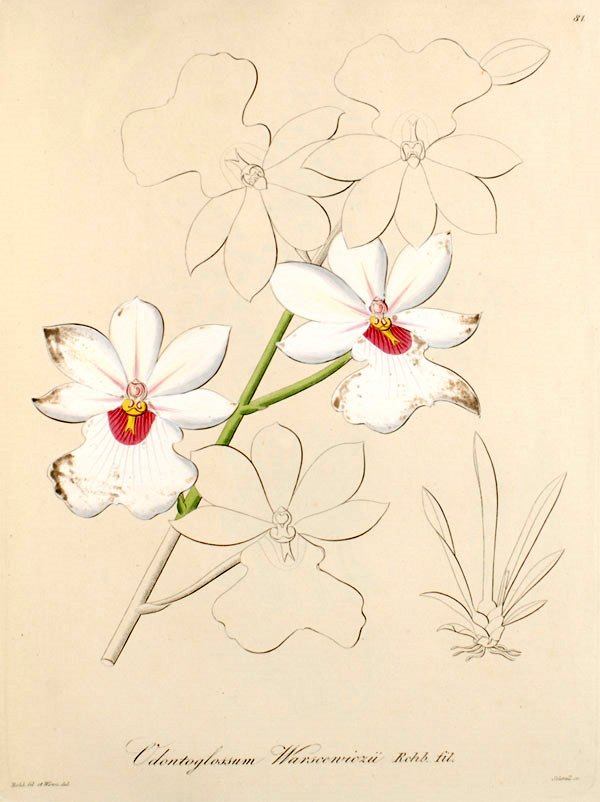